# Synthèse additive
Pour les articles homonymes, voir Synthèse sonore additive.

Schéma de la synthèse additive.

La synthèse additive des couleurs est le procédé consistant à combiner les lumières de plusieurs sources colorées dans le but d'obtenir une lumière colorée quelconque dans un gamut déterminé.
La synthèse additive utilise généralement trois lumières colorées : une rouge, une verte et une bleue (RVB ou RGB en anglais pour red, green, blue). L'addition de ces trois lumières colorées en proportions convenables donne la lumière blanche. L'absence de lumière donne du noir.
Les écrans et les projecteurs de télévision et d'ordinateur utilisent le procédé de la synthèse additive. Ils ne dépendent pas d'un éclairage extérieur. La photographie argentique en couleurs et l'impression en couleurs utilisent un autre procédé appelé synthèse soustractive dont les colorants absorbent en partie la lumière d'un illuminant dont ils dépendent pour le rendu des couleurs.   

## Théorie
La vision photopique humaine se base sur trois types de récepteurs de la rétine de l'œil, les cônes, de sensibilité différente selon la longueur d'onde des rayons lumineux. Deux rayonnement lumineux, quel que soit leur spectre, sont vus identiquement s'ils impressionnent avec la même intensité chacun des trois types de cônes. En conséquence, il est possible de reproduire une sensation colorée intermédiaire quelconque en mélangeant trois couleurs primaires entre elles. 
La couleur n'est pas une propriété intrinsèque de la lumière. Il y a une grande différence « physique » entre une lumière jaune, de longueur d'onde 580 nm, mélangée à un peu de lumière blanche, et un mélange de lumières rouge et verte. Pourtant, elles stimulent les cellules de l'œil de la même façon, ce qui fait que l'on ne perçoit pas de différence. La vision des couleurs est une capacité sensorielle et cognitive, c'est ce qui permet la synthèse additive, dérivée des expériences psychophysiques de la colorimétrie.
Les expériences de perception des couleurs montrent que la plupart des lumières peut être perçue comme identique au mélange d'un rayonnement monochromatique d'une longueur d'onde donnée, dite dominante, et d'une lumière blanche. La proportion entre ces deux composantes est la pureté colorimétrique. Dans les cas où ce n'est pas possible, la pureté est la proportion d'un rayonnement monochromatique qu'il faut lui ajouter pour arriver à une perception de blanc.
Le mélange de deux lumières colorées produit, selon les proportions, une série de couleurs de longueur d'onde dominante intermédiaire entre ces deux lumières, de luminosité égale à la moyenne de celles des composantes, et de pureté toujours moindre que celle des composantes.
Le mélange de trois lumières colorées peut se décomposer en deux mélanges de deux lumières, et le raisonnement montre qu'on peut ainsi reconstituer toutes les couleurs, dans les limites de luminosité et de pureté qu'on vient de décrire.
Les couleurs des lumières, pour la synthèse additive, doivent être mutuellement primaires, c'est-à-dire qu'on ne doit pas pouvoir en reconstituer une par mélange des autres. Elles doivent être au moins trois. Leur composition spectrale est indifférente, seule leur couleur compte. On peut augmenter le gamut avec plus de trois primaires, mais cette possibilité est peu exploitée, la vision humaine étant plus sensible aux différences entre teintes pour les couleurs pâles que pour les couleurs vives, et les scènes à reproduire, par la synthèse additive, ne comportant pas, le plus souvent, de couleurs pures.

## Applications
La synthèse additive est le principe de composition des couleurs utilisé notamment dans les écrans cathodiques, les écrans LCD et les vidéoprojecteurs.
Le spectre des lumières colorées n'ayant pas d'importance dans le procédé, tous les moyens peuvent servir. On peut filtrer la lumière blanche, la séparer en composantes colorées par des miroirs dichroïques, utiliser des sources à spectre de raies (fluorescence) ou presque monochromatiques comme les diodes électroluminescentes.

### Procédés d'addition des couleurs

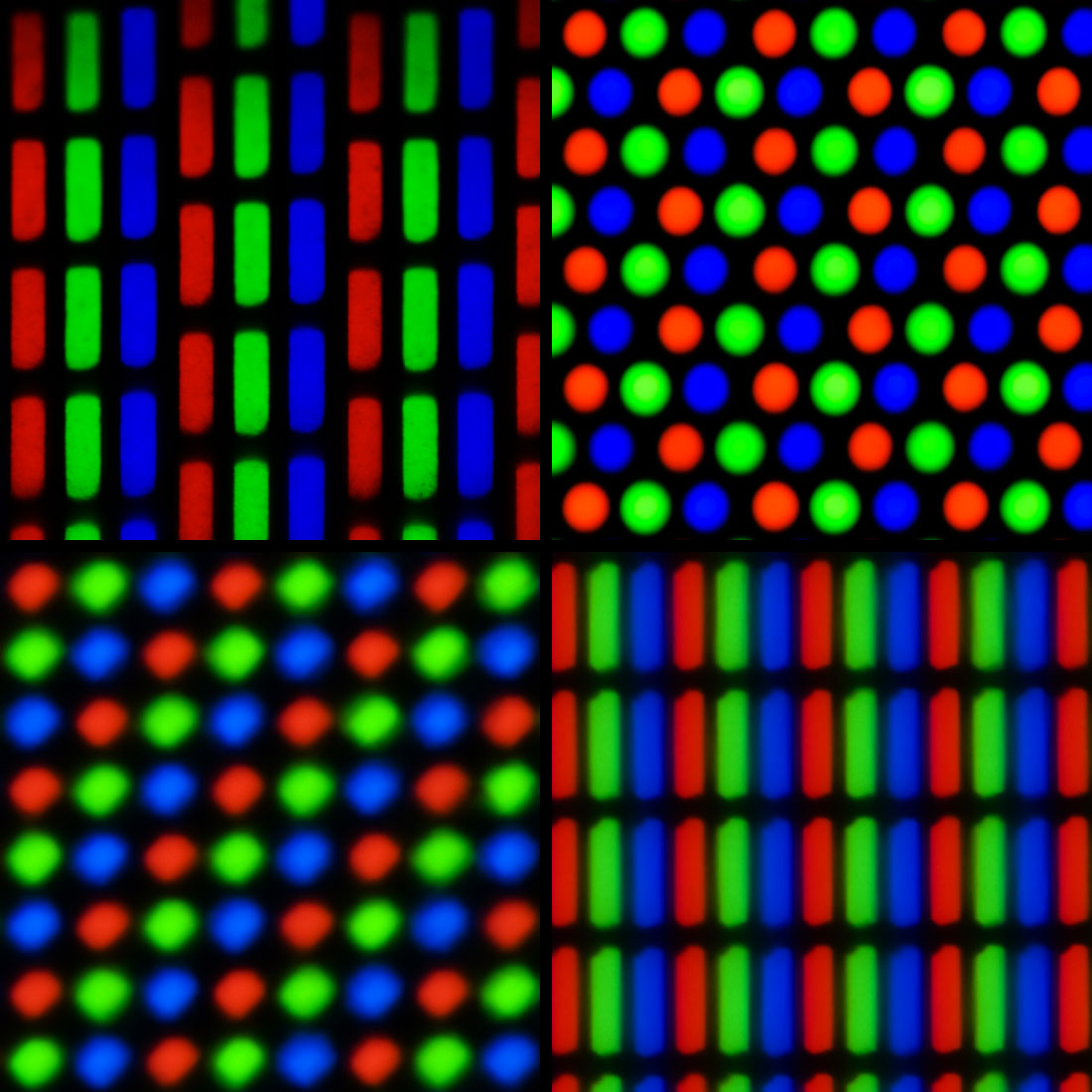
Dispositions possibles des mosaïques de lumières colorées dans un écran.

Dans les systèmes formateurs d'image, l'addition des lumières se fait parfois par superposition des lumières colorées, comme dans les vidéoprojecteurs tritubes. Le plus souvent, cependant, elle se fait par une mosaïque de points suffisamment petits pour se confondre à la vue, à la distance normale d'observation de l'image. C'est le cas dans les écrans de télévision et d'ordinateur. Les vidéoprojecteurs à matrice de micro-miroirs projettent successivement sur les mêmes points les composantes de couleur, la persistance rétinienne effectuant le mélange.
Dans les années 1990, Polaroïd a proposé des diapositives couleurs à développement instantané selon un procédé à matrices de points.
Les autochromes des frères Lumière réalisés dès la fin du XIXe siècle utilisaient des pigments pour recréer la couleur par synthèse additive. Ces pigments agissaient comme des filtres colorés qui, à la prise de vue, permettaient de n'impressionner une surface sensible noir et blanc qu'avec l'une des trois couleurs primaires, et à l'examen de la photo par transparence, de restituer la couleur de ce point de l'image.